# Roschbach (Schonwald)
Das Gebiet Roschbach ist ein mit Verordnung vom 11. Januar 1983 durch die Körperschaftsforstdirektion Tübingen ausgewiesener Schonwald (Schutzgebiet-Nummer 200101) in Baden-Württemberg.

## Lage
Der Schonwald umfasst einen Teil der Schwäbischen Alb nordöstlich von Pfeffingen, einem Ortsteil von Albstadt im Zollernalbkreis.
Es liegt im Stadtwald Albstadt in Distrikt 35 „Schönehalde“ Abteilungen 4, 5, 6 und in Distrikt 36 „Roschbach“ Abteilungen 1 bis 6. Der Schonwald erstreckt sich ganz oder
teilweise über die Flurstücke Nr. 3329/0, 3331, 3332/1 sowie 3330/2 tw., 3330/3 (Weg) tw., 3330/4 (Weg) tw., 3330/5 tw. auf Gemarkung Pfeffingen, Stadt Albstadt. 
Der Schonwald überlappt sich weitgehend mit dem Naturschutzgebiet Roschbach.
Im Norden grenzt der Schonwald an das Naturschutzgebiet Irrenberg-Hundsrücken. 
Im Westen und Osten liegt das Landschaftsschutzgebiet Hundsrücken. 
Das Gebiet ist Teil des FFH-Gebiets Gebiete um Albstadt sowie des Vogelschutzgebiets Südwestalb und Oberes Donautal.
Im Schutzgebiet liegt das Biotop NSG "Roschbach" - Feuchtgebiet (IV) NW Pfeff. mit der Biotopnummer 277194174041, das Biotop NSG "Roschbach" - Seitenbäche mit der Biotopnummer 277194177564,
das Biotop NSG "Roschbach" - Bachlauf mit der Biotopnummer 277194174044, das Biotop NSG "Roschbach" -Bacheschenwald mit der Biotopnummer 277194177565,
das Biotop NSG "Roschbach" - Quellen NW Pfeff. mit der Biotopnummer 277194174043, das Biotop NSG "Roschbach"- Schlucht mit der Biotopnummer 277194177593
das Biotop NSG "Roschbach" - Feuchtgebiet (3) NW Pfeff. mit der Biotopnummer 277194174042, das Biotop Magerrasen im NSG Roschbach NW Pfeffingen mit der Biotopnummer 177194178738,
das Biotop Magerwiesenkomplex NW Pfeffingen mit der Biotopnummer 377194170336, das Biotop Wacholderheide I im NSG Roschbach NW Pfeffingen mit der Biotopnummer 177194178739,
das Biotop Feldgehölz im "NSG Roschbach" NW Pfeffingen mit der Biotopnummer 177194178741, das Biotop Quellbereiche im NSG 'Roschbach' westlich von Pfeffingen mit der Biotopnummer 177194174078
und das Biotop NSG "Roschbach" - Quellbereiche NW Pfeffingen mit der Biotopnummer 277194174047.

## Vegetation
Im Schonwald kommen laut Biotopkartierung die folgenden Pflanzen vor:
Feldahorn, Giersch, Gemeiner Odermennig, Schwarz-Erle, Grau-Erle, Buschwindröschen, Wald-Engelwurz, Fieder-Zwenke, Mittleres Zittergras,
Aufrechte Trespe, Weidenblättriges Ochsenauge, Sumpf-Segge, Blaugrüne Segge, Behaarte Segge, Wiesen-Flockenblume, Skabiosen-Flockenblume,
Kohldistel, Knollige Kratzdistel, Zweigriffeliger Weißdorn, Rasen-Schmiele, Riesen-Schachtelhalm, Gewöhnlicher Wasserdost, Gemeine Esche,
Bach-Nelkenwurz, Flutender Schwaden, Waldgerste, Glieder-Binse, Blaugrüne Binse, Gemeiner Wacholder, Acker-Witwenblume, Wiesen-Platterbse,
Gewöhnlicher Liguster, Gewöhnlicher Hornklee, Gewöhnlicher Gilbweiderich, Rossminze, Wald-Bingelkraut, Blaues Pfeifengras, Oregano,
Sumpf-Haarstrang, Schilfrohr, Gemeine Fichte, Waldkiefer, Blutwurz, Schlehdorn, Adlerfarn, Stieleiche, Weiden,
Kleiner Wiesenknopf, Wald-Simse, Kalk-Blaugras, Gewöhnliche Wiesensilge, Gewöhnliche Goldrute, Wald-Ziest, Gewöhnlicher Teufelsabbiss,
Mittlerer Klee, Wolliger Schneeball, Gewöhnlicher Schneeball, Berg-Ahorn, Bärlauch, Große Sterndolde, Wechselblättriges Milzkraut,
Gewöhnlicher Dornfarn, Echter Wurmfarn, Rotbuche, Ruprechtskraut, Großes Springkraut, Rote Heckenkirsche, Wald-Sauerklee, Ährige Teufelskralle,
Hohe Schlüsselblume, Schwarzer Holunder, Wald-Sanikel, Feuersalamander, Weiß-Tanne, Sumpfdotterblume, Bergulme, Bachbunge,
Gewöhnlicher Dornfarn, Hänge-Birke, Finger-Segge, Hirse-Segge, Großes Hexenkraut, Herbstzeitlose, Sumpf-Pippau, Geflecktes Knabenkraut,
Gewöhnlicher Wasserdost, Mädesüß, Waldmeister, Pfennigkraut, Pfeifengräser, Großes Flohkraut, Kleiner Baldrian, Echter Baldrian,
Rispige Graslilie, Beifuß, Davalls Segge, Berg-Segge, Stachel-Segge, Silberdistel, Eingriffeliger Weißdorn, Breitblättriges Knabenkraut,
Wilde Möhre, Sumpf-Weidenröschen, Breitblättrige Stendelwurz, Sumpf-Stendelwurz, Sumpf-Schachtelhalm, Schmalblättriges Wollgras,
Breitblättriges Wollgras, Wiesen-Labkraut, Echtes Labkraut, Mücken-Händelwurz, Gewöhnlicher Hufeisenklee, Echtes Johanniskraut,
Schönes Johanniskraut, Gemeiner Wacholder, Magerwiesen-Margerite, Purgier-Lein, Großes Zweiblatt, Spargelerbse, Gewöhnlicher Blutweiderich,
Dornige Hauhechel, Spiegel-Ragwurz, Zweiblättrige Waldhyazinthe, Purgier-Kreuzdorn, Ohr-Weide, Sal-Weide, Echter Salbei, Großer Wiesenknopf,
Tauben-Skabiose, Berg-Leinblatt, Gewöhnlicher Fransenenzian, Sumpf-Herzblatt, Schopfige Kreuzblume, Breitblättriger Thymian, Gewöhnliches Ruchgras,
Rundblättrige Glockenblume, Quellen-Hornkraut, Stängellose Kratzdistel, Wollkopf-Kratzdistel, Wiesen-Kammgras, Gewöhnliches Knäuelgras,
Gemeiner Augentrost, Weißes Labkraut, Echter Wiesenhafer, Kleines Habichtskraut, Steifhaariger Löwenzahn, Spitzwegerich, Gewöhnliche Kreuzblume,
Echte Schlüsselblume, Scharfer Hahnenfuß, Knolliger Hahnenfuß, Wiesensalbei, Gewöhnlicher Löwenzahn, Wiesen-Bocksbart, Wiesenklee,
Weißklee, Flatter-Binse, Kleine Bibernelle, Wald-Zwenke, Echte Betonie, Rispen-Segge, Sumpf-Kratzdistel, Wilde Karde, Zottiges Weidenröschen,
Sumpf-Storchschnabel, Asch-Weide, Breitblättriger Rohrkolben, Blasen-Segge, Sumpf-Schwertlilie, Schmalblättriger Rohrkolben.

## Schutzzweck
Der Schutzzweck des Schonwalds ist gemäß Schutzgebietsverordnung
- die Erhaltung von seltenen Tier- und Pflanzengesellschaften im Bereich der sumpfigen Quellhorizonte und den dort ausgeprägten Kalkflachmoor- und Hangquellmoorstandorten;
- die Förderung von teilweise vorkommenden, seltenen Baumarten wie z. B. Elsbeere oder Mehlbeere;
- die Habitatsicherung für die im jeweiligen Schonwald typischen und seltenen Arten von Flora und Fauna.
- die Erhaltung des dem prioritären Lebensraums „Auwälder mit Erle, Esche, Weide“, dem Lebensraum „Waldmeister-Buchenwälder“ und dem hier orchideenarm ausgeprägten Lebensraum „Kalk-Magerrasen“ sowie Vorkommen der Gelbbauchunke.

## Betreuung
Wissenschaftlich betreut wird der Schonwald durch die Forstliche Versuchs- und Forschungsanstalt Baden-Württemberg (BVA).